# تشاك مينسيل
تشاك مينسيل (بالإنجليزية: Chuck Mencel)‏ مواليد 21 أبريل 1933 في فيليبس، هو لاعب كرة سلة أمريكي سابق. بدأ مسيرته الاحترافية في سنة 1955. تم اختياره من قبل فريق لوس أنجلوس ليكرز خلال الدرافت. حمل الرقم 18. يبلغ طوله 6 قدم 0 بوصة (1.8 م). اعتزل اللعب في 1957.

## روابط خارجية
- تشاك مينسيل على موقع إن بي أي (الإنجليزية)
- تشاك مينسيل على موقع سبورتس رفرنس (الإنجليزية)
- تشاك مينسيل على موقع كلية كرة السلة في سبورتس رفرنس.كوم (الإنجليزية)
- تشاك مينسيل على موقع ريلجم (الإنجليزية)
- تشاك مينسيل على موقع بروبوليرز (الإنجليزية)